# Alyxia punctata
Alyxia punctata är en oleanderväxtart som beskrevs av Kanehira och Hatusima. Alyxia punctata ingår i släktet Alyxia och familjen oleanderväxter. Inga underarter finns listade i Catalogue of Life.